# Asterane
Asterane (von altgriechisch ἀστήρ astēr für „Stern“) sind eine Gruppe polycyclischer Kohlenwasserstoffe mit einer sternartigen Käfigstruktur. Diese Verbindungen leiten sich von Cyclohexan-Ringen ab, die in der Bootkonformation an „Bug“ und „Heck“ miteinander verknüpft sind. Die gegenüber der Sesselkonformation energiereichere und damit instabilere Bootkonformation wird dadurch fixiert.

Sesselkonformation
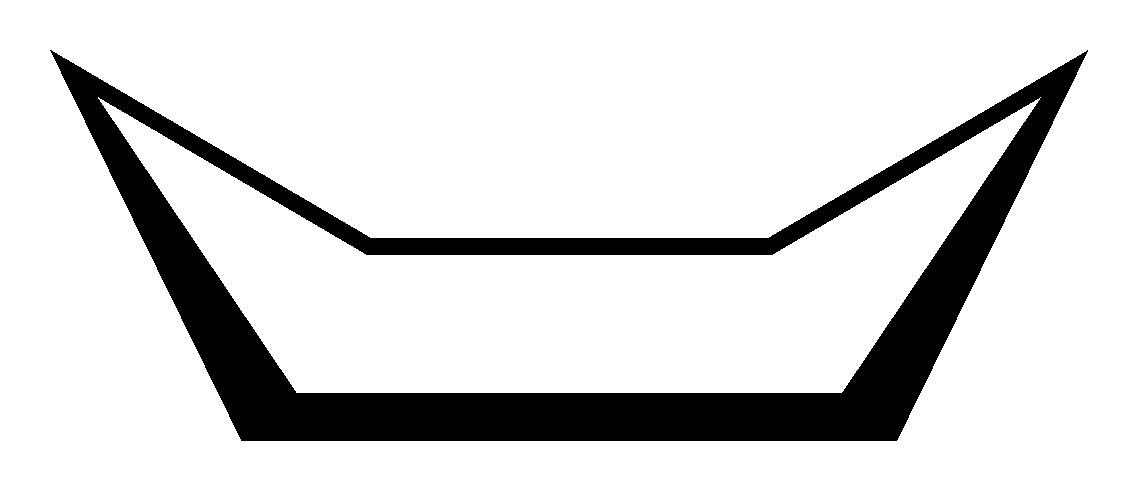
Bootkonformation

Die Bezeichnung Asterane wurde 1965 von Hans Musso geprägt, dessen Arbeitsgruppe sich in den Folgejahren mit der Synthese verschiedener Vertreter dieser Kohlenwasserstoffe beschäftigte.

## Strukturen
Je nach Anzahl der Cyclohexaneinheiten im Molekül werden die Vertreter der Stoffgruppe als Di-, Tri-, Tetra-, Pentaasterane usw. bezeichnet.

## Eigenschaften
Von Interesse bei den Asteranen ist die 1,4-Wechselwirkung der Wasserstoffatome zwischen "Bug" und "Heck" in der Cycolohexan-Wannenkonformation; der Abstand zwischen diesen H-Atomen nimmt von Tri-, über das Tetra- zum Pentaasteran immer weiter ab.
Die von vornherein energetisch ungünstigere Bootskonformation wird durch dieses Aufeinanderpressen von „Bug“ und „Heck“ noch ungünstiger, so dass ungewöhnliche Bindungslängen, Bindungswinkel und intramolekulare Abstände resultieren, die sich in ungewöhnlichen spektroskopischen und chemischen Eigenschaften niederschlagen.

## Darstellung von Asteranen
Bislang wurden Synthesen von Di-, Tri- und Tetraasteran veröffentlicht.

### Triasteran
Das erste Beispiel einer Asteran-Synthese war 1965 die Darstellung von Triasteran. Dabei wird zunächst 1,4-Cyclohexadien 1 mit Diazomalonsäurediethylester 2 unter Kupfer-Katalyse zu dem Norcarendicarbonsäurediethylester 3 umgesetzt. Die Verseifung mit KOH ergibt die Norcarendicarbonsäure 4, die sich bei 200 °C zur Norcarencarbonsäure 5 decarboxylieren lässt. Durch Umsetzung mit Oxalylchlorid erhält man das Säurechlorid 6, das mit Diazomethan zu dem Diazoketon 7 reagiert. Dieses zersetzt sich in siedendem Hexan und in Gegenwart von Cu-Pulver unter Stickstoffabspaltung zu dem Triasteranon 8. Die Wolff-Kishner-Reduktion mit Hydrazin und Kaliumhydroxid (KOH) liefert das Triasteran 9.

### Tetraasteran
Eine 1975 veröffentlichte Tetraasteran-Synthese geht von 3,6-Dihydrophthalsäureanhydrid 1 aus. Durch Belichten in Dioxan erhält man das dimere Anhydrid 2, in dem bereits das Tetraasteran-Grundgerüst vorliegt. Das Anhydrid wird zur Tetracarbonsäure 3 abgebaut, die sich in einer Kochi-Reaktion nach einer Variante von Cyril A. Grob mit Bleitetraacetat und N-Chlorsuccinimid in das Tetrachlorid 4 überführen lässt. Zwischenprodukt 4 wird mit Natrium zum Tetraasteran 5 reduziert.
Das Bistetraasteran ist eine Verbindung mit zwei verknüpften Tetraasteran-Einheiten.

### Diasteran
Die Synthese von Diasteran gelang 1986 in einer vielstufigen Reaktion. Ausgehend von Tricyclo[4.2.1.12,5]decan 1 erhält man durch eine photochemische Bromierung in Tetrachlorkohlenstoff bei 140 °C das Bromid 2, das durch eine Dehydrobromierung mit DBU in das Olefin 3 überführt werden kann. Durch eine Hydroborierung ist der Alkohol 4 zugänglich, der mit Dimethylsulfoxid und Oxalylchlorid zu dem Keton 5 oxidiert wird. Durch eine α-Formylierung und anschließender Umsetzung mit Tosylazid erhält man das Diazoketon 6. Die Photolyse und Wolff-Umlagerung dieser Verbindung ergibt den endo-Methylester 7 und nach der Esterverseifung die exo-Carbonsäure 8. Die Decarboxylierung zu Tricyclo[3.2.1.12,4]nonan 9 kann nach einem Verfahren von Derek H. R. Barton et al. durchgeführt werden. Durch Wiederholung der gleichen Reaktionssequenz wird eine Ringverengung in der zweiten Molekülhälfte erreicht und man erhält das Diasteran 10.

## Hypothetische Asterane
Trotz mehrerer Versuche und verschiedener Methoden konnte das Pentaasteran bislang nicht synthetisiert werden. Es ist somit, wie die beiden nächsten Verbindungen in der Asteran-Reihe – das Hexa- und das Heptaasteran – eine hypothetische Verbindung.